# Jupiter LXIV
Jupiter LXIV (désignation provisoire S/2017 J 3) est un satellite naturel de Jupiter.
Le satellite reçoit sa désignation permanente, Jupiter LXIV, le 25 septembre 2018 dans la Minor Planet Circular no 111804.